# Gaborówka
Gaborówka (790 m) – szczyt w Paśmie Jaworzyny w Beskidzie Sądeckim. Wraz z Lembarczkiem (917 m) znajduje się na krótkim bocznym grzbiecie odchodzącym na zachód od grzbietu Runek – Pusta Wielka. Zwornik dla tego grzbietu znajduje się pomiędzy Polaną Gwiaździstą a Bacówką nad Wierchomlą. Grzbiet opływany jest przez dwa potoki: po zachodniej stronie jest to Potasznia, zataczająca łuk wokół grzbietu Lembarczek – Gaborówka, zaś po stronie zachodniej krótsza Mała Wierchomlanka. Obydwa potoki łączą się z sobą u południowych podnóży Gaborówki.
Gaborówka jest w większości zalesiona, głównie rosną tutaj jodły i buki, ale istnieją  jeszcze dwie niewielkie polany na jej zachodnich stokach i jedna w dolnej części stoków południowych. Dawniej terenów bezleśnych było więcej, doliny Potaszni i Małej Wierchomlanki były bowiem zamieszkane przez Łemków. Na mapie WIG z około 1930 r. zaznaczona jest na Gaborówce duża, już nieistniejąca polana i przysiółek Gabrylka z dwoma zabudowaniami. Łemkowie zostali wysiedleni w 1947 w ramach Akcji Wisła. Obecnie Gaborówka znajduje się na obszarze miejscowości Wierchomla Mała. Dolina Potaszni jest bezludna, wszystkie zabudowania tej miejscowości skupiają się w dolinie potoku Mała Wierchomlanka. Gaborówka znajduje się w większości na obszarze Popradzkiego Parku Krajobrazowego. 
Nazwa szczytu, podobnie, jak Doliny Gaborowej w Tatrach zapewne pochodzi od węgierskiego imienia Gábor (po polsku Gabriel). Wskazywałaby na to również nazwa dawniej znajdującej się na Gaborówce, a obecnie już nieistniejącej polany-przysiółka Gabrylka, dawniej zamieszkałej przez Łemków.

## Szlak rowerowy
– z Wierchomli Wielkiej szosą, potem wschodnimi stokami Gaborówki, Lembarczka, obok Bacówki nad Wierchomlą, główną granią Pasma Jaworzyny (Runek – Hala Łabowska) do Maciejowej